# William Thon
William Thon (* 8. August 1906 in New York City; † 6. Dezember 2000 in Port Clyde, Maine) war ein amerikanischer Maler und Kunstpädagoge, der vor allem für seine Aquarelle mit abstrahierten Landschafts- und Hafenbildern bekannt ist.

## Leben
William Thon wurde 1906 in New York City geboren. Als Kind verbrachte er seine Sommerferien oft auf Staten Island. Er brach die Schule früh ab und arbeitete unter anderem als Maurergehilfe. Eine formale künstlerische Ausbildung erhielt er nur kurz (ein Monat an der Art Students League). In den 1930er-Jahren unternahm er ausgedehnte Reisen und lebte und arbeitete in New York. Später zog er nach Port Clyde in Maine, wo er den größten Teil seines Lebens verbrachte. Während des Zweiten Weltkriegs diente er in der US-Marine. Nach dem Krieg wurde ihm im Jahr 1947 der Rome Prize (Prix de Rome) der American Academy in Rome zuerkannt. Später war er mehrfach als Artist in Residence an der Akademie tätig und gehörte zu deren Gremien. William Thon war über Jahrzehnte bei Midtown Galleries bzw. den Nachfolgegalerien vertreten. Er lehrte unter anderem an der Ohio University. In seinen letzten Lebensjahren litt er an Makuladegeneration, blieb jedoch bis kurz vor seinem Tod im Jahr 2000 künstlerisch aktiv.

## Werk
William Thoms Frühwerk umfasst naturalistische Ölgemälde. Während seines Aufenthalts an der American Academy in Rom erweiterte er sein technisches Repertoire und begann, intensiv mit Aquarell, Tusche und ungewöhnlichen Technikkombinationen zu arbeiten. In den 1940er- und 1950er-Jahren entwickelte er eine charakteristische, facettierte Bildsprache, in der er zeichnerische Linien, Aquarellflächen, Tusche und oft spachtelartige Texturen verband. Ein Beispiel hierfür ist eine Reihe von Bildern, die von Steinbrüchen inspiriert sind. Typische Motive sind Küstenlandschaften, Boote, Häfen, Bäume und Felsformationen. William Thons Werke befinden sich in einigen Museumssammlungen, darunter im Metropolitan Museum of Art, im Whitney Museum of American Art, im Brooklyn Museum und im Smithsonian American Art Museum.